# إعادة تأمين
إعادة التأمين هو التأمين الذي تشتريه شركة التأمين من شركة تأمين أخرى لتفصل نفسها (جزئياً على الأقل) عن خطر المطالبات الكبيرة. بمعنى آخر أن تدفع شركة التأمين جزءاً من أقساط التأمين التي تحصل عليها من المومن عليهم لشركة إعادة تأمين تضمن لها في مقابل ذلك جزءاً من الخسائر، فإذا وقع الخطر المؤمن ضده لجأ المؤمن عليه إلى شركة التأمين التي تدفع له تعويض علي الخسارة، ثم شركة التأمين بدورها تطالب شركة إعادة التأمين بدفع جزء من التعويض حسب الاتفاق المبرم بينهم.
تُدعى الشركة التي تشتري بوليصة إعادة التأمين بـ «الشركة المتنازلة» في أغلب الاتفاقيات. يُشار إلى الشركة التي تصدر بوليصة إعادة التأمين بـ «شركة إعادة التأمين». في الحالات التقليدية، تساهم إعادة التأمين في بقاء شركات التأمين مليئة بعد حالات المطالبات الكبرى، أي في حالات الكوارث الطبيعية الكبرى مثل الأعاصير والحرائق البرية. تلعب إعادة التأمين دوراً أساسياً في إدارة المخاطر، وتُستخدم أيضاً لتخفيض المتطلبات الرأسمالية للشركة المتنازلة، أو تخفيف الضرائب أو غيرها من الأهداف.
تدفع الشركة التي تشتري إعادة التأمين علاوةً إلى شركة إعادة التأمين، والتي تدفع بدورها حصة من المطالبات المُتحمّلة من طرف الشركة المشترية. قد تكون شركة إعادة التأمين إما شركة إعادة تأمين اختصاصية، وهي تجري فقط الأعمال المتعلقة بإعادة التأمين. يُشار إلى شركات التأمين التي تقبل إعادة التأمين بـ «شركات إعادة التأمين المفترض».
هناك أسلوبان أساسيان لإعادة التأمين:
1. إعادة التأمين الاختياري، يُناقش بشكل منفصل لكلّ بوليصة تأمين يُعاد تأمينها. تُشترى إعادة التأمين الاختياري من طرف الشركات المتنازلة عندما تكون المخاطر الفردية غير مغطاة -أو غير مغطاة بشكل كافٍ- في معاهدات إعادة التأمين، ووفقاً للكميات الفائضة من القيود النقدية لتلك المعاهدات ووفقاً للمخاطر الاستثنائية. تكون نفقات تغطية الاكتتاب، تحديداً النفقات الشخصية، أعلى في تلك المشاريع، لأن كل مخاطرة مكتتبة ومدارة بشكل فردي. يفيد اكتتاب شركة إعادة التأمين في تقييم كل مخاطرة محتملة لإعادة التأمين، لذا بالإمكان أيضاً تسعير العقد بشكل أدق ليعكس المخاطر المحتملة. بالنتيجة، تصدر شركة إعادة التأمين شهادة اختيارية للشركة المتنازلة، وتعيد تأمين الوثيقة عن طريق تلك الشهادة.
2. إعادة تأمين المعاهدة، وتعني أن الشركة المتنازلة وشركة إعادة التأمين تتفاوضان مع بعضهما وتتفقان على عقد إعادة التأمين، وبناءً عليه، تغطي شركة إعادة التأمين الحصص المخصصة لجميع بوليصات التأمين التي أصدرتها الشركة المتنازلة، والتي تندرج في إطار العقد. قد يجبر العقد شركة إعادة التأمين على قبول إعادة التأمين لجميع العقود ضمن الإطار (يُعرف ذلك بإعادة التأمين المُلزِم)، أو قد يتيح العقد لشركة التأمين اختيار المخاطر التي تريد التنازل عنها، وهكذا، على شركة إعادة التأمين قبول تلك المخاطر.

هناك نوعان رئيسيان لمعاهدة إعادة التأمين، نسبي وغير نسبي. في إعادة التأمين النسبي، تُحدد حصة المخاطر لشركة إعادة التأمين على أساس كلّ بوليصة. أما في إعادة التأمين غير النسبي، ترتكز التزامات شركة إعادة التأمين على المطالبات الإجمالية المتحمّلة من طرف مكتب التنازل. في الأعوام الثلاثين الماضية، ظهر تحوّل كبيرٌ من إعادة التأمين النسبي إلى غير النسبي في مجالي الملكيات والحوادث.

## الوظائف
تملك جميع شركات التأمين تقريباً برنامج إعادة تأمين. الهدف النهائي من هذا البرنامج هو تخفيض احتمال التعرض للخسائر عن طريق تحويل جزء من مخاطر الخسائر وتمريره إلى شركة إعادة تأمين أو مجموعة من شركات إعادة التأمين.

### تحويل المخاطر
في إعادة التأمين، تقوم الشركة المتنازلة بإصدار بوليصات بقيود أعلى من المسموح به، فتستطيع بذلك تحمّل مخاطر أكبر لأن بعض تلك المخاطر حُوّلت أو نُقلت إلى شركة أخرى، وهي شركة إعادة التأمين.

### تسوية الدخل
تجعل إعادة التأمين نتائج شركة التأمين متوقعة بشكل أكبر عن طريق استيعاب الخسائر الكبيرة. تخفّض تلك الممارسة من كمية رأس المال الضروري لتوفير التغطية. تُنشر المخاطر على شركة (أو شركات) إعادة التأمين، فتتحمل تلك الشركات بعض الخسائر التي تتحملها شركة التأمين. ظهرت فكرة تسوية الدخل لأن خسائر الشركة المتنازلة محدودة. يعزز ذلك من استقرار المدفوعات وتكاليف تأمين سقف سعر الفائدة.

### الإعفاء من الفائض
توفر المعاهدات النسبية للشركة المتنازلة الإعفاء من الفائض.

### المراجحة
قد تحفّز المراجحة شركة التأمين على شراء التغطية من شركة إعادة التأمين بمعدّل أقل مما تدفعه شركة التأمين (أو المُؤمّن) لتجنّب المخاطر الضمنية، بصرف النظر عن نوع وفئة التأمين.
عمومًا، قد يكون باستطاعة شركة إعادة التأمين تغطية المخاطر بعلاوة أقل من شركة التأمين، وذلك للأسباب التالية:
- قد تملك شركة إعادة التأمين ميزة التكلفة الحقيقية، بسبب اقتصاديات السعة أو بسبب كفاءات أخرى تمتلكها.
- قد تعمل شركات إعادة التأمين وفقاً لقوانين أخف وأضعف من تلك المفروضة على العملاء. تساعدها تلك الميزة على استهلاك رأس المال بشكل أقل من أجل تغطية أي مخاطر محتملة، وفي تقليل الافتراضات المتحفظة عند تقييم المخاطر.
- قد تعمل شركات إعادة التأمين وفقاً لنظام ضريبي أكثر ملاءمة مما يخضع له العملاء.
- تملك شركات إعادة التأمين أفضلية في الوصول إلى خبرات الاكتتاب والبيانات المتعلقة بخبرة المطالبات، ما يتيح لشركة إعادة التأمين تقييم المخاطر بشكل أدق، وتقليل حاجتها إلى هوامش الطوارئ عند تسعير المخاطر.
- وبالرغم من أن معايير تنفيذ القانون هي ذاتها، لكن بإمكان شركة إعادة التأمين الاحتفاظ باحتياطات اكتوارية أصغر من الشركة المتنازلة إذا كانت شركة إعادة التأمين ترى أن العلاوات التي تطالب بها الشركة المتنازلة متحفظة للغاية.
- قد تملك شركات إعادة التأمين حقيبة من الأصول والمطالبات أكثر تنوعاً مما تملكه الشركة المتنازلة. قد يخلق ذلك فرصاً لحصول تحوّطٍ لا تستطيع الشركات المتنازلة استغلاله لوحدها. بناءً على القوانين المفروضة على شركة إعادة التأمين، فقد يعني ذلك إمكانية امتلاك الشركة أصولاً أقلّ لتغطية المخاطر.
- قد تكون شركات إعادة التأمين أكثر إقبالاً على المخاطر من شركات التأمين.

خبرة شركة إعادة التأمين
قد ترغب شركات التأمين بالانتفاع من خبرة شركة إعادة التأمين، أو قدرتها على وضع وتحديد علاوة ملائمة، مع الأخذ بعين الاعتبار مخاطر معيّنة. في المقابل، ترغب شركات إعادة التأمين بتطبيق تلك الخبرة في الاكتتاب بغية حماية مصالحها الخاصة. تظهر تلك الحالة بوضوح في إعادة التأمين الاختياري.

## روابط
أمديو ناتولي ((بالإيطالية: Amedeo Natoli)‏)